# 張永祥 (台灣)

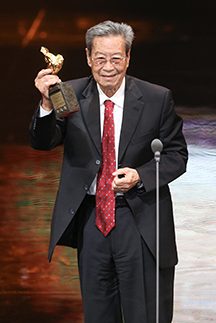
張永祥

張永祥（1929年10月26日—2021年10月8日 ），山东省烟台市人，政工幹校影劇系畢業，中華民國導演及編劇，曾編寫多部話劇、廣播劇及電影劇本，創作電影劇本達120部，第一部編寫的電影劇本是1964年的《養鴨人家》，60年代編寫許多健康寫實電影的劇本，和李行、白景瑞均有多次合作機會，多次獲得亞太影展及金馬獎最佳編劇，曾任華視節目部經理，1976年因編寫反共電視劇《寒流》獲得第二屆國家文藝獎戲劇類，2016年獲得金馬獎終身成就獎，是首位獲得金馬獎終身成就奬的編劇家。
1987年12月31日，針對華視八點檔連續劇《圓環兄弟情》被腰斬事件，華視決議：節目部經理張永祥與節目部副理王汝雋督導製作單位不力，有失職守，嚴重影響華視聲譽，各記大過一次；前國語戲劇組組長胡英涉嫌向製作單位索賄，免職。
2006年10月31日，華視35週年台慶特別節目《圓夢35 快樂出航 華視35週年台慶酒會》，李明依、巴戈擔任主持人，公布華視預先發出一千多份選票給在職及退休員工選出之15位「華視人」為華視15大經典人物，前華視新聞主播李艷秋、華視綜藝節目《連環泡》製作人王偉忠、劇作家瓊瑤、藝人方芳、演員葉青、演員陳麗麗、演員儀銘、演員金超群、前華視節目部經理張永祥、華視大樂隊指揮詹森雄等15人皆入選，瓊瑤、方芳、儀銘、陳麗麗、詹森雄、金超群與張永祥不克出席領取「華視人獎座」。

## 獎項
| 年份   | 頒獎典禮         | 獎項           | 影片               | 結果 |
| ------ | ---------------- | -------------- | ------------------ | ---- |
| 1964年 | 亞洲影展         | 最佳編劇       | 《養鴨人家》       | 獲獎 |
| 1964年 | 亞洲影展         | 最佳編劇       | 《家在台北》       | 獲獎 |
| 1972年 | 第10屆金馬獎     | 最佳編劇       | 《還君明珠雙淚垂》 | 獲獎 |
| 1975年 | 第12屆金馬獎     | 最佳編劇       | 《吾土吾民》       | 獲獎 |
| 1975年 | 亞洲影展         | 最佳編劇       | 《香花與毒草》     | 獲獎 |
| 1976年 | 第二屆國家文藝獎 | 戲劇類         | 電影劇《寒流》     | 獲獎 |
| 1977年 | 巴拿馬最佳外語片 | 編劇奬         | 《煙水寒》         | 獲獎 |
| 1978年 | 第15屆金馬獎     | 最佳編劇       | 《汪洋中的一條船》 | 獲獎 |
| 1979年 | 第16屆金馬獎     | 最佳原著劇本獎 | 《小城故事》       | 獲獎 |
| 1980年 | 亞洲影展         | 最佳編劇       | 《源》（合編）     | 獲獎 |
| 1981年 | 第18屆金馬獎     | 最佳改編劇本獎 | 《假如我是真的》   | 獲獎 |
| 1982年 | 第17屆金鐘獎     | 編劇獎         | 電影劇《春望》     | 獲獎 |
| 1985年 | 第20屆金鐘獎     | 編劇獎         | 電影劇《河山春曉》 | 提名 |
| 2016年 | 第53屆金馬獎     | 終身成就獎     |                    | 獲獎 |

## 軼事
2021年11月2日，前中華民國編劇學會理事長、劇作家蔡國榮回憶，他早年主持《中國時報》影劇版編務時，就與時任華視節目部經理張永祥有過些許關於新聞溝通的聯繫；一日華視高層約他去華視節目部經理室探望張永祥，當時張永祥正在指揮編劇群趕寫連續劇《包青天》劇本，他聽記者說「經理室經常門窗緊閉，張經理在菸霧瀰漫中僅穿內衣揮汗改稿、寫稿，只靠一台空氣清淨機提供呼吸所需而已」，而他最後「基於理解與尊重」而未進經理室。

## 外部連結
- 張永祥在互联网电影资料库（IMDb）上的資料（英文）
- 豆瓣電影上張永祥的資料 （页面存档备份，存于）